# Krčedin
Krčedin (izvirno srbsko Крчедин) je naselje v Srbiji, ki upravno spada pod Občino Inđija; slednja pa je del Sremskega upravnega okraja.

### Demografija
V naselju živi 2.297 polnoletnih prebivalcev, pri čemer je njihova povprečna starost 41,1 let (39,5 pri moških in 42,7 pri ženskah). Naselje ima 987 gospodinjstev, pri čemer je povprečno število članov na gospodinjstvo 2,92.
|  |

| Demografija | Demografija     | Demografija     |
| Leto        | Št. prebivalcev | Št. prebivalcev |
| ----------- | --------------- | --------------- |
|             |                 |                 |
|             |                 |                 |
|             |                 |                 |
|             |                 |                 |
| 1948        | 2810            |                 |
| 1953        | 2799            |                 |
| 1961        | 3167            |                 |
| 1971        | 3134            |                 |
| 1981        | 2877            |                 |
| 1991        | 2852            | 2794            |
| 2002        | 2941            | 2878            |
|             |                 |                 |

| Etnična sestava po popisu iz leta 2002 | Etnična sestava po popisu iz leta 2002 | Etnična sestava po popisu iz leta 2002 | Etnična sestava po popisu iz leta 2002 | Etnična sestava po popisu iz leta 2002 |
| -------------------------------------- | -------------------------------------- | -------------------------------------- | -------------------------------------- | -------------------------------------- |
| Srbi                                   | Srbi                                   |                                        | 2.587                                  | 89,88%                                 |
| Slovaki                                | Slovaki                                |                                        | 76                                     | 2,64%                                  |
| Romi                                   | Romi                                   |                                        | 50                                     | 1,73%                                  |
| Jugoslovani                            | Jugoslovani                            |                                        | 27                                     | 0,93%                                  |
| Hrvati                                 | Hrvati                                 |                                        | 26                                     | 0,90%                                  |
| Črnogorci                              | Črnogorci                              |                                        | 12                                     | 0,41%                                  |
| Madžari                                | Madžari                                |                                        | 7                                      | 0,24%                                  |
| Nemci                                  | Nemci                                  |                                        | 4                                      | 0,13%                                  |
| Ukrajinci                              | Ukrajinci                              |                                        | 3                                      | 0,10%                                  |
| Slovenci                               | Slovenci                               |                                        | 1                                      | 0,03%                                  |
| Rusi                                   | Rusi                                   |                                        | 1                                      | 0,03%                                  |
| Romuni                                 | Romuni                                 |                                        | 1                                      | 0,03%                                  |
| Muslimani                              | Muslimani                              |                                        | 1                                      | 0,03%                                  |
| Neznano                                | Neznano                                |                                        | 31                                     | 1,07%                                  |